# Torill Eide
Torill Eide, född 24 februari 1950 i Oslo, är en norsk författare.
Eide är mest känd för sina barn- och ungdomsböcker. Hon gav ut sin första bok, Ville så gjerne fortelle om sommeren, 1979. Fram till 1988 skrev hon under namnet Torill Smith-Simonsen.

## Priser och utmärkelser
- 1984 – Kultur- och kyrkodepartementets priser för barn- och ungdomslitteratur för Forhold
- 1993 – Bragepriset för Skjulte ærend